# 安城市立安城中部小学校
安城市立安城中部小学校（あんじょうしりつ あんじょうちゅうぶしょうがっこう）は、愛知県安城市大東町にある公立小学校。

## 概要
- 昭和町、大東町、明治本町、池浦町（池浦・池西・大山田上〈市道大東住吉線以西〉・狐穴・小山西〈市道大東住吉線以西〉・境目・下原新切・茶筅木・丸畔・丸田）、篠目町（古林〈市道池浦篠目線以南〉）、新田町（大山田上・小山〈市道大東住吉線以西〉・小山西〈市道大東住吉線以西〉・丼東・弁天前・丸畔）が校区であり、公立中学校に進学する場合は安城市立安城北中学校に進学する[1]。

## 歴史

### 年表

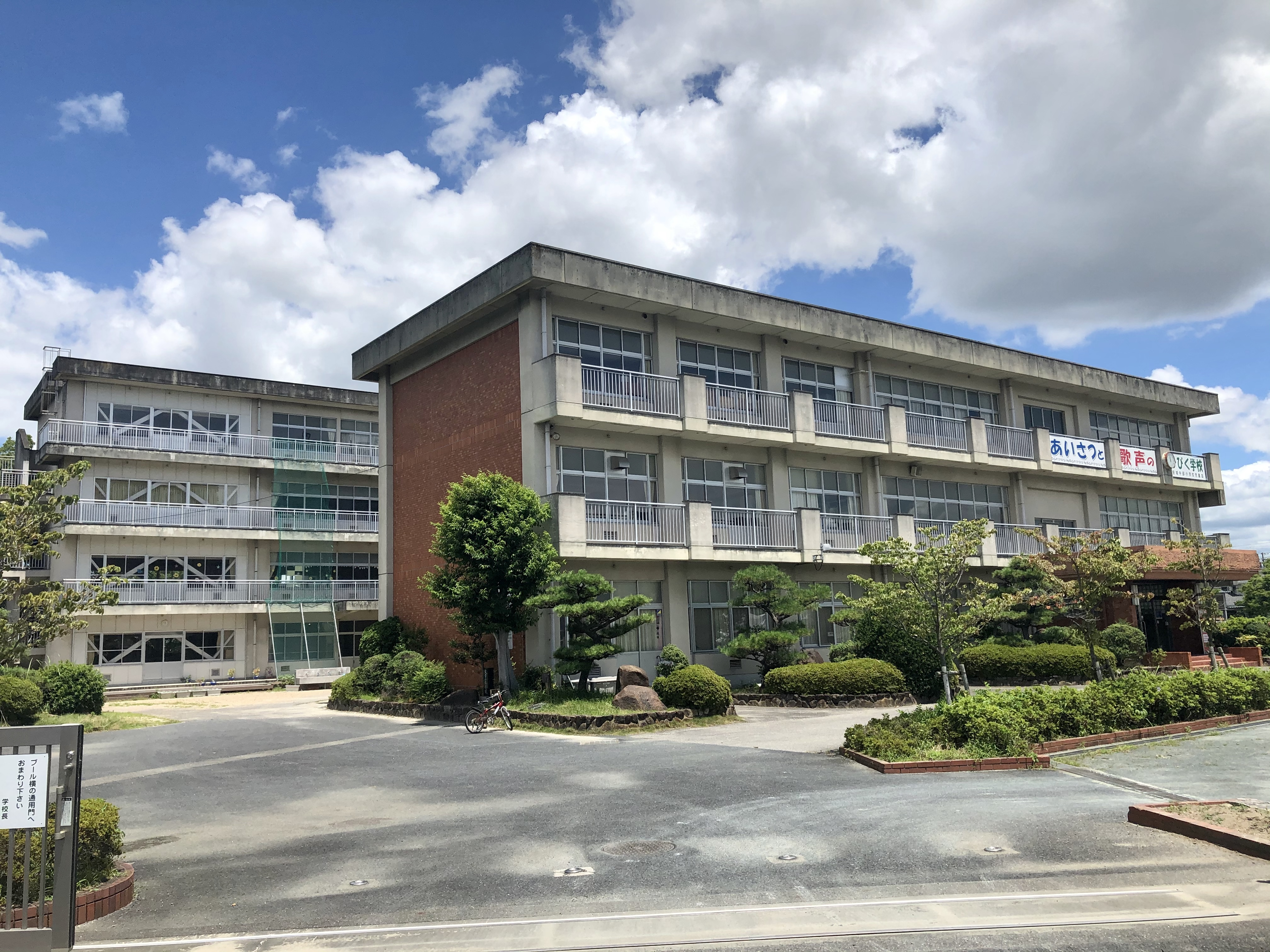
校舎

- 1909年（明治41年）4月1日 - 安城町立安城第一尋常小学校として開校。[2]
- 安城第一尋常高等小学校に改称。[2]
- 碧海郡安城町立安城第一小学校に改称。[2]
- 1941年（昭和16年） - 安城町立安城国民学校に改称。[2]
- 1947年（昭和22年） - 安城町立安城小学校に改称。[2]
- 1952年（昭和27年）5月5日 - 市制施行により安城市立安城中部小学校に改称。[2]
- 1954年（昭和29年）4月1日 - 安城市立錦町小学校を分離。[2]
- 1955年（昭和30年）4月1日 - 依佐美村が安城市に編入され、旧・依佐美村大字二本木の児童が刈谷市立野田小学校から安城市立中部小学校に移る。
- 1959年（昭和34年） - 安城市初の特殊学級（現在の特別支援学級）を設置。[2]
- 1969年（昭和44年）4月1日 - 安城市立作野小学校を分離。[2]
- 1973年（昭和48年）4月1日 - 安城市立二本木小学校を分離。[2]
- 1982年（昭和57年）4月1日 - 安城市立新田小学校を分離。[2]
- 1987年（昭和62年） - 安城更生病院に安城市初の院内学級を設置。[2]

### 児童数の変遷
『愛知県小中学校誌』（2018年）によると、児童数の変遷は以下の通りである。
| 1947年（昭和22年） | 1977人 |  |
| 1957年（昭和32年） | 1189人 |  |
| 1967年（昭和42年） | 1102人 |  |
| 1977年（昭和52年） | 1235人 |  |
| 1987年（昭和62年） | 861人  |  |
| 1997年（平成9年）  | 561人  |  |
| 2007年（平成19年） | 548人  |  |
| 2017年（平成29年） | 655人  |  |

## 出身者
- 井深大（実業家）
- 大見正（元衆議院議員）